# Palazzo Stiozzi Ridolfi
Palazzo Stiozzi Ridolfi  è un edificio civile del centro storico di Firenze, situato in via San Niccolò 97-99. Il palazzo appare nell'elenco redatto nel 1901 dalla Direzione Generale delle Antichità e Belle Arti, quale edificio monumentale da considerare patrimonio artistico nazionale, ed è tutelato da vincolo architettonico dal 1913.

## Storia

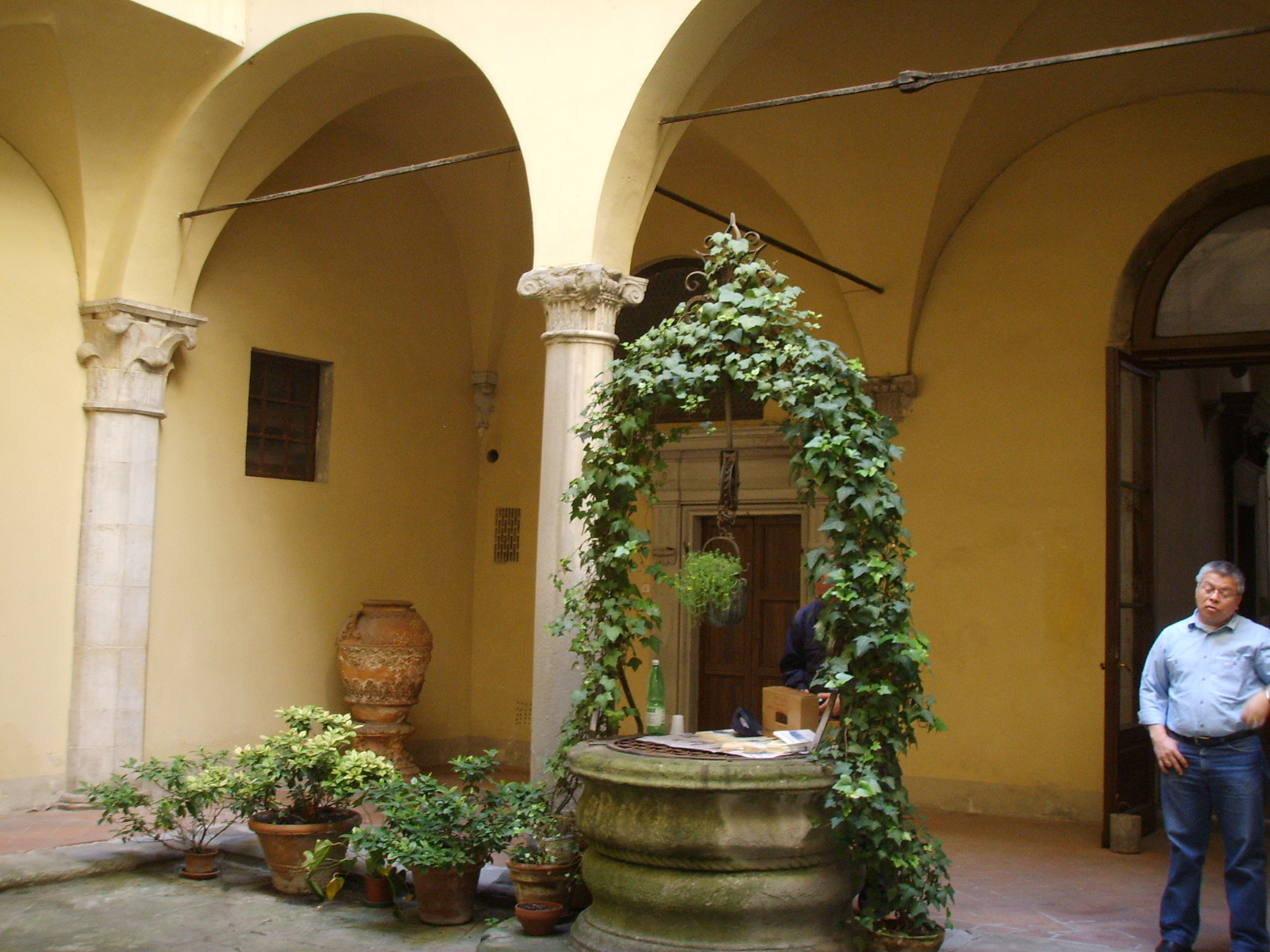
Il cortile

Il palazzo, che prospetta sulla via con una facciata sostanzialmente cinquecentesca, fu eretto tra la fine del Quattrocento e la prima metà del secolo successivo, previa demolizione di strutture più antiche, per la famiglia Nasi. A questa, estintasi nel 1667, subentrò quella dei Gianni, che nel 1686 cedette la proprietà Anton Filippo Stiozzi, il quale sposò, unendo i due cognomi, Isabella, ultima discendente del ramo dei Ridolfi detti di Piazza. Nel 1864 Enrichetta Stiozzi Ridolfi, nuova ultima erede, confluì nella famiglia Ulivieri, che aggiunse al proprio cognome quello degli Stiozzi Ridolfi.
Nei primi decenni del Novecento Angiolo Pucci segnala il palazzo come Pecori Giraldi, dicendolo appartenente a questa famiglia, "precisamente al signor Alessandro". Per quanto riguarda l'origine dell'attuale fabbrica, di un importante cantiere cinquecentesco parla tra gli altri Francesco Bocchi nella sua guida, dove peraltro si indica in Filippo Baglioni, uno dei figli di Baccio d'Agnolo, l'autore del progetto: "È la porta divisata con molta grazia, le finestre parimenti con vaga vista fanno magnifico, e bel sembiante. Sono dentro le stanze con giudizio adagiate, e per l'uso humano ottimamente accomodate". Al di là di tale testimonianza, il palazzo è già ben individuabile nella veduta prospettica di Firenze delineata nel 1584 da Stefano Buonsignori, dove si presenta come un blocco murato di altezza apparentemente rispondente all'attuale (che è di tre piani per sei assi) ma assai meno profondo, fornito di un ampio spazio retrostante cintato. 
Se quindi nei secoli successivi si sono operati significativi ampliamenti nella parte retrostante accrescendo la fabbrica verso le mura di Firenze. La facciata è stata restaurata nel 1993.

## Descrizione
A fronte dei pilastri del loggiato arricchiti con capitelli trecenteschi a foglie d'acqua, i peducci delle volte a crociera del lato nord presentano volute e foglie d'acanto prettamente rinascimentali. Sul lato opposto sono due arcate cieche su semicolonne, con al centro una nicchia con due busti marmorei. Al centro dello spazio è l'antico pozzo. 
La facciata è da ritenersi rappresentativa della tradizione fiorentina  del XVI secolo, con l'intonaco bianco sul quale spiccano i sobri elementi architettonici in pietra: un portale centrale, le finestre rettangolari al primo piano (quelle al terreno appaiono rimaneggiate più tardi, probabilmente nel Settecento) incorniciate da bozze in pietra disposte a raggiera, queste ultime allineate a un marcadavanzale di vistoso aggetto. La gronda sporgente chiude il prospetto, sul quale si trova a sinistra anche una porta per le carrozze, priva di decorazioni. 

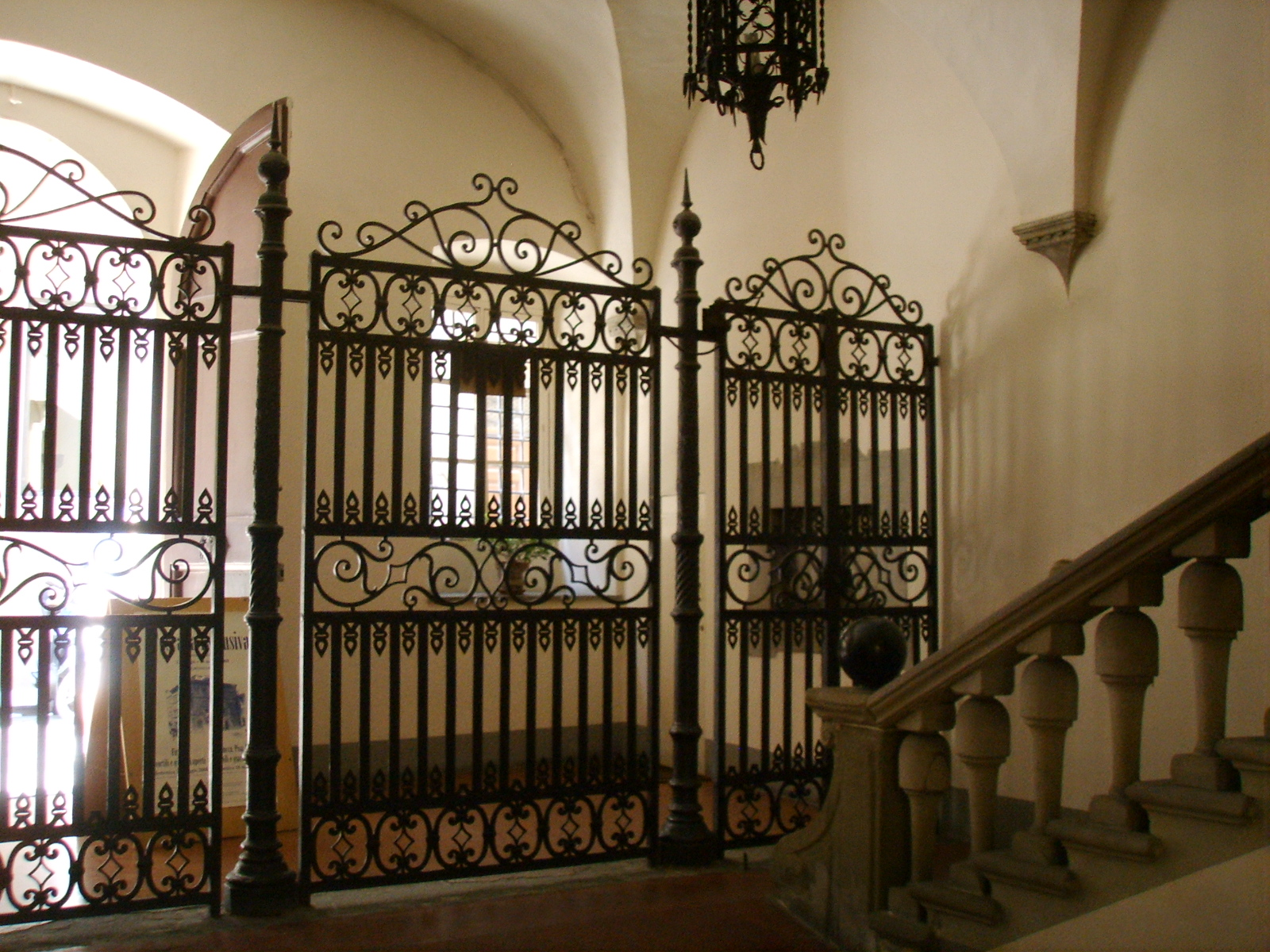
La cancellata

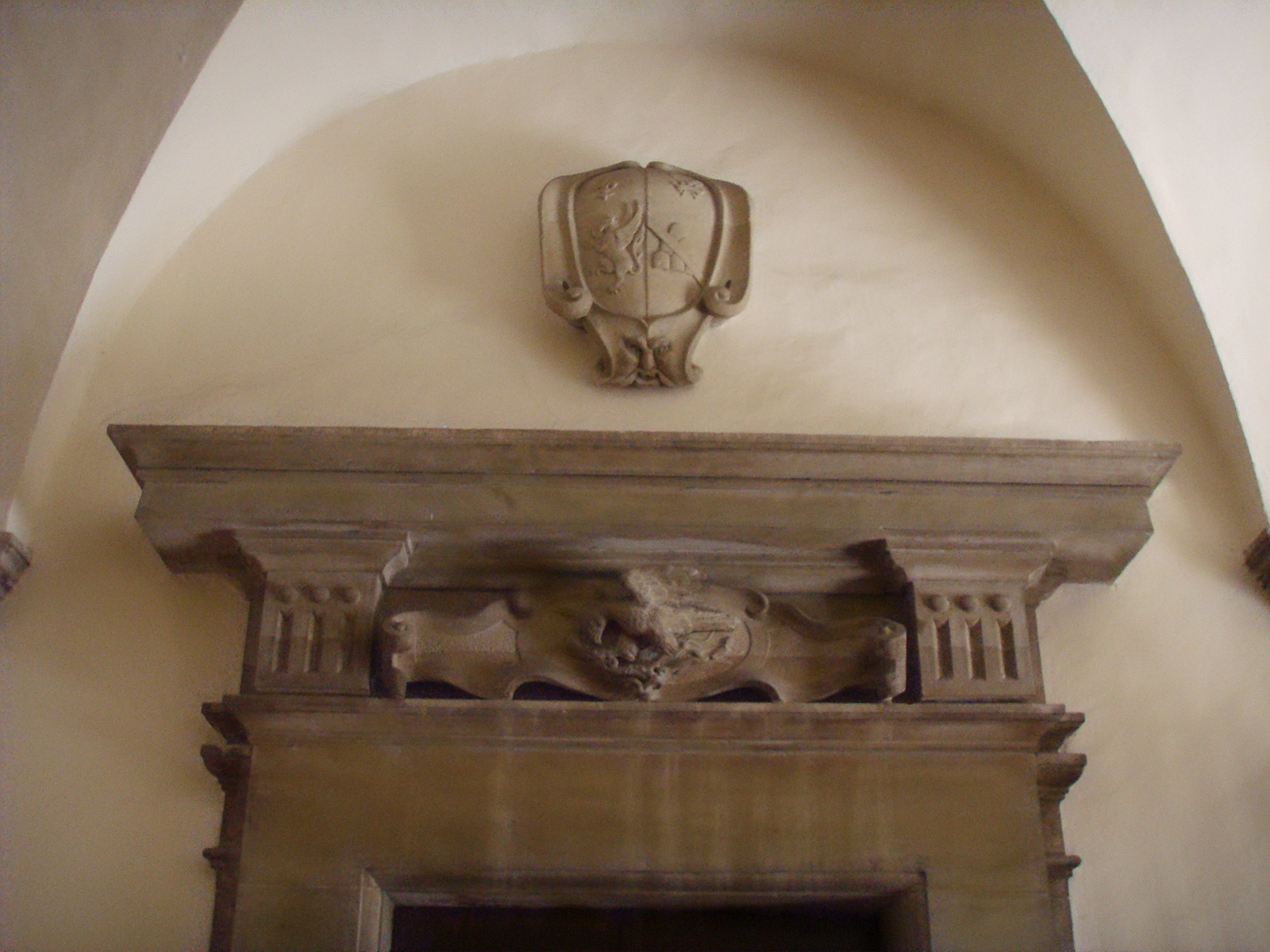
Il doppio stemma

Nel vestibolo di entrata, preesistente all'intervento del Baglioni (accesso dal n. 99), oltre un'elaborata cancellata in ferro battuto, si trova un atrio con volte a spicchio, su peducci trecenteschi, parte delle decorazioni originarie dell'edificio. Qui si trovano anche un portale rinascimentale sulla destra, con gli elementi scolpiti nella pietra a imitazione di un ordine classico e un fastigio al centro dell'architrave con l'emblema dell'aquila, che riprende quello assai noto di Filippo Strozzi, forse da riferirsi a qualche membro degli Stiozzi-Ridolfi che si ispirò a tale esempio. Sopra di esso si trova uno stemma degli Stiozzi Ridolfi scolpito nel marmo. Da questo ambiente si accede ai piani superiori, tramite una scala con balaustra in pietra, ed al cortile centrale, fulcro dell'edificio.
Nel cortile si fondono elementi medievali e rinascimentali: convivono sia i pilastri a base ottagonale e capitello a foglie d'acqua tipicamente trecenteschi e gli elaborati peducci delle volte a crociera, con volute e foglie d'acanto, che sostengono il porticato sul lato nord assieme a due colonne. Sul lato opposto si trovano due arcate cieche su semicolonne, che riprendono il motivo del lato antistante, e al centro una nicchia con due busti marmorei su colonnine. Qui si trovano anche l'antica vera da pozzo e un grande orcio in terracotta.
All'interno si segnalano tre sale del piano nobile decorate da fregi dipinti con putti e vedute paesaggistiche, databili tra la fine del Seicento e i primi del secolo successivo.